# Miltiade (pape)
Pour les articles homonymes, voir Miltiade.
Miltiade ou Melchiade (en grec : Μελχιάδης), mort à Rome le 10 ou 11 janvier 314, est un évêque de Rome qui accède à l'épiscopat vraisemblablement le 2 juillet de l'an 311.
Son épiscopat est marqué par la crise donatiste — dans laquelle il s'implique — et coïncide avec l'infléchissement de la politique impériale en faveur du christianisme illustrée par l'édit de Milan, bien que Miltiade semble n'avoir eu aucune influence sur ces évènements.
Selon le comput de la tradition catholique, qui le considère comme saint et le célèbre le 10 janvier, il est le 32e pape.

## Biographie

### Origines
Si selon le Liber Pontificalis, Miltiade était originaire d'Afrique romaine (Miltiades, natione Afer), les historiens penchent plutôt pour une origine romaine. À Rome, il semble avoir été presbytre sous le prélat Marcellin.

### Accession à l'épiscopat
La date de l'élection de Miltiade à l'épiscopat romain n'est pas connue avec précision ; elle marque la fin d'une crise qui déchire la communauté chrétienne romaine ainsi que de la vacance du siège épiscopal qui s'ensuit et dont la durée est incertaine. Celle-ci débute avec l'exil par l'empereur romain Maxence de l'évêque de Rome Eusèbe — ainsi que de son concurrent à l'épiscopat Héraclius — , qui occupe sa charge durant un peu plus de six mois mais dont on ignore précisément s'il s'agit de l'année 308, 309 ou 310, cette dernière année étant la plus souvent retenue. La durée du pontificat de Miltiade, qui débute en 310 ou 311, est également incertaine : 3 ans, 6 mois et 8 jours, « depuis le 6e jour avant les nones de juillet » selon le Catalogus Liberianus, quatre ans pour Eusèbe de Césarée et Jérôme de Stridon ou encore quatre ans et sept mois selon le Liber Pontificalis.

### Épiscopat
Dès son arrivée au pouvoir en 306, l'empereur romain Maxence ordonne la restitution à l'Église des biens, terrains et bâtiments confisqués en 303 lors de la persécution de Dioclétien. C'est l'évêque Miltiade qui rend effective cette restitution à Rome en envoyant les diacres Cassianus et Strato munis du rescrit impérial auprès du préfet de la Ville. Cette situation nouvelle avec les autorités impériales permet à la communauté chrétienne de Rome, en pleine possession de ses lieux de culte, de célébrer Pâques le 13 avril 312 en toute sérénité sous la présidence de son évêque.
Miltiade rencontre probablement Constantin Ier peu après l'élimination de Maxence à la suite de la bataille du pont Milvius, en octobre 312, et c'est à cette occasion — mais peut-être plus tard — que le nouvel homme fort de l'Empire offre à l'évêque de Rome le palais de son épouse l'impératrice romaine Fausta sur le Cælius, le Palais du Latran qui devient, à compter de cette époque, la résidence pontificale habituelle pendant plusieurs siècles.
En février 313, Constantin Ier et Licinius promulguent l'édit de Milan au titre duquel ils accordent la liberté de culte aux chrétiens ainsi qu'aux adeptes des autres religions et — confirmant le mouvement initié par Maxence quelques années plutôt — restaurent les biens de l'Église, sans toutefois que Miltiade ne semble avoir eu une quelconque influence sur ces évènements.
De son activité pastorale, le Liber Pontificalis ne mentionne que deux décrets liturgiques et disciplinaires : d'une part, il prescrit la distribution d'une portion du fermentum (pain consacré par un évêque) aux différents tituli romains ; d'autre part, il interdit le jeûne le jeudi et le dimanche.

### Querelle donatiste
C'est l'action de Miltiade dans la querelle donatiste qui est la mieux documentée de son épiscopat.
Vers 312, l'élection de l'évêque Cécilien au siège épiscopal de Carthage est contesté par la tendance rigoriste du « parti des martyres » au sein des communautés chrétiennes de l'Afrique romaine, arguant que ce dernier a été ordonné de manière invalide par Felix d'Abthugni accusé lui-même d'être un traditor, c'est-à-dire d'avoir livré les Écritures aux autorités civiles pendant la persécution de Dioclétien. Réunis en concile, une septantaine d'évêques de ce parti démettent Cécilien au profit de Majorin, auquel Donatus succède en 313.  Se sentant lésés par le soutien de Constantin à Cécilien, ceux qui seront bientôt connus sous le nom de « donatistes » présentent au proconsul d'Afrique Aunulius une requête destinée à l'empereur, lui demandant un arbitrage par des prélats gaulois : en effet, ces derniers n'ayant pas connu de persécution ne comptent pas de traditor en leurs rangs. Suivant une pratique judiciaire bien attestée, Constantin décide de déléguer l'affaire, portant son choix sur Miltiade afin qu'il l'instruise en compagnie de trois évêques gaulois déjà nommés par l'Empereur et lui en rende compte. Cette demande figure dans une lettre impériale qui est la première connue adressée à un évêque de Rome.
Miltiade invite une quinzaine de prélats italiens à participer à cette commission d'arbitrage commanditée par l'autorité impériale, la transformant habilement en un petit synode ecclésiastique régulier, le concile de Rome, qui se déroule au palais de Fausta du 2 octobre au 4 octobre 313. Le synode y reçoit une dizaine de représentants de chaque parti, au nombre desquels Cécilien et Donat. La validité de la nomination de Cécilien n'est pas examinée et ce dernier est confirmé en sa charge tandis que Donat ne convainc pas : il est même excommunié pour avoir exigé le re-baptême des laïcs ainsi que la ré-ordination des clercs ayant apostasié lors de la persécution. Miltiade essaie par ailleurs d'isoler Donat en tentant — vainement — de rallier à son point de vue les évêques de son parti en leur offrant de conserver leur statut épiscopal pour peu qu'ils rejoignent sa communion.
Bien que la sentence soit relativement modérée, les donatistes éprouvent une profonde déception et la rejettent en appelant une nouvelle fois à l'Empereur romain qui, constatant les limites de l'autorité de l'évêque romain, accepte le recours et convoque un nouveau concile réunissant en août 314 des représentants de l'ensemble des provinces occidentales à Arles, ce dont Miltiade n'aura pas connaissance puisqu'il est décédé entre-temps, le 10 ou 11 janvier 314. L'échec de l'arbitrage est significatif des limites du prestige à cette époque du siège Romain qui ne joue d'ailleurs aucun rôle par la suite au concile d'Arles en 314 ni de Nicée en 325.
Miltiade est enterré dans la catacombe de Saint-Calixte sur la voie Appienne à Rome, en un emplacement demeuré indéterminé malgré le nom de « cubiculum de Miltiade » donné au XIXe siècle par l'archéologue Giovanni Battista de Rossi à une chambre située à proximité de la Crypte des Papes.

## Postérité
Les donatistes tiendront longtemps rigueur de la condamnation de leur parti dans une rancœur qui les pousse à propager des rumeurs infamantes au sujet de Miltiade, près de cent ans après sa mort, lors de la conférence de Carthage en 411, où il est accusé — ainsi que ses diacres Cassianus et Strato — de compter au nombre des traditores, coupable d'avoir lui-même livré les Écritures (crimine traditionis) lors de la persécution dioclétienne. Augustin d'Hippone prend alors la défense de celui qu'il appelle le « père du peuple chrétien ».

## Vénération
Au XIIIe siècle, la fête de saint-Melchiade est introduite, avec la qualification erronée de « martyr », dans le calendrier romain pour être célébrée le 10 décembre. En 1969, il est retiré de ce calendrier de célébrations liturgiques obligatoires et sa fête est déplacée au jour supposé de sa mort le 10 janvier, avec son nom donné sous la forme de sancti Miltiadis et sans l'indication « martyr ».

Selon le Martyrologe romain, le pape Miltiade est reconnu comme un saint : 

« 10 janvier : À Rome, dans le cimetière de Calixte sur la voie Appienne, saint Miltiade, originaire de l'Afrique, a connu la paix faite par l'empereur Constantin et l'Église, bien que fortement contesté par les donatistes, sagement il s'efforçait à la  réconciliation. »